# Cathédrale de Maribor
Ne doit pas être confondu avec Cathédrale de Maribo.
La cathédrale de Maribor (en slovène: mariborska stolnica), dédiée à saint Jean Baptiste, est une cathédrale catholique romaine située dans la ville de Maribor, dans le nord-est de la Slovénie. L’église est le siège de l’archidiocèse catholique romain de Maribor et l’église paroissiale de la paroisse de Maribor-Saint-Jean-Baptiste. C’est aussi le lieu de sépulture de l’évêque Anton Martin Slomšek (en), défenseur de la culture slovène.

## Architecture
Le bâtiment roman à l’origine date de la fin du XIIe siècle. À l’époque gothique, le chœur a été agrandi sous une voûte d’ogives et par deux nefs latérales, tandis qu’à l’époque baroque, ont été rajoutées les chapelles Saint-François-Xavier et de la Sainte-Croix.

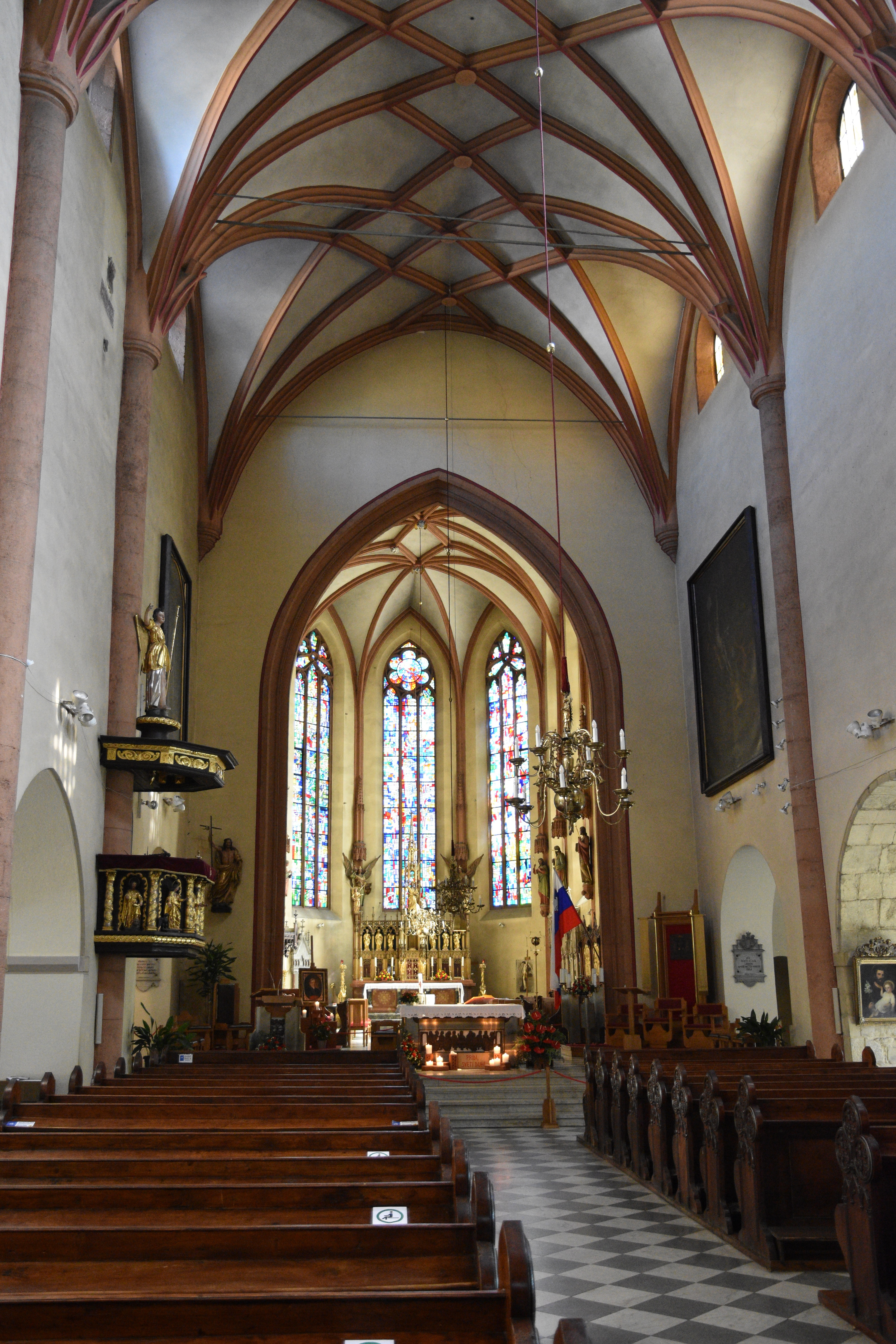
L'intérieur.

## Source
- (en) Cet article est partiellement ou en totalité issu de l’article de Wikipédia en anglais intitulé « Maribor Cathedral » (voir la liste des auteurs).